# Cyrix 5x86

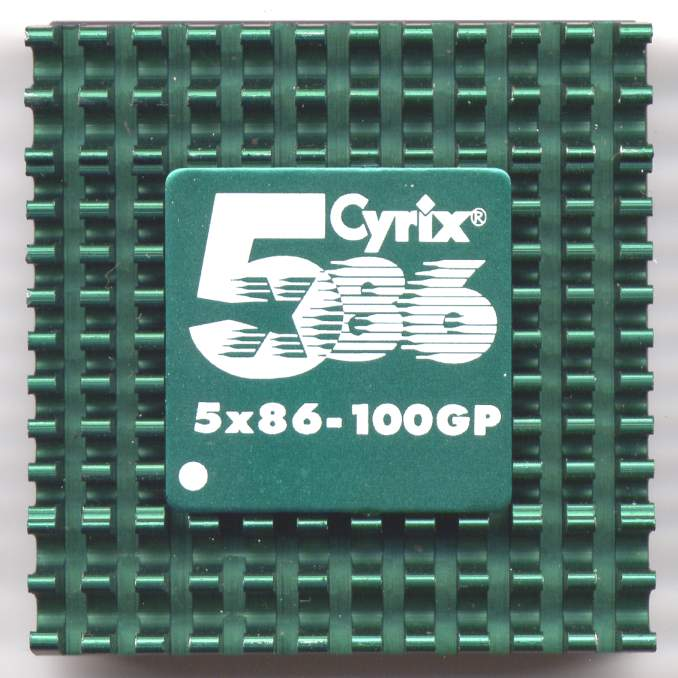
Cyrix 5x86

Im August 1995 brachte die Firma Cyrix mit dem Cyrix 5x86 einen der letzten und schnellsten Mikroprozessoren für den Sockel 3 – den letzten Prozessorsockel der 80486-Generation – heraus. Der i486-kompatible Prozessor war mit seiner Bauweise und durch sein gutes Preis-Leistungs-Verhältnis zum Aufrüsten älterer Systeme gedacht. Wie bei Cyrix üblich, wurde auch diese CPU wieder von den Fertigungspartnern unter eigenen Namen als IBM 5x86 und ST 5x86 verkauft.

## Einordnung
Mitte der 90er Jahre begann der Wechsel hin zur fünften Prozessorgeneration. Modelle wie der Pentium waren aber inkompatibel zu allen bisherigen Sockeltypen. Die Anschaffung einer leistungsstarken CPU zog somit den Kauf eines kompletten Computers oder eines neuen Mainboards nach sich. Der Cyrix 5x86 sollte genau dort ansetzen: eine CPU mit der Leistung eines Pentium, die sich auch in vorhandenen älteren Mainboards nutzen ließ.

## Technisches

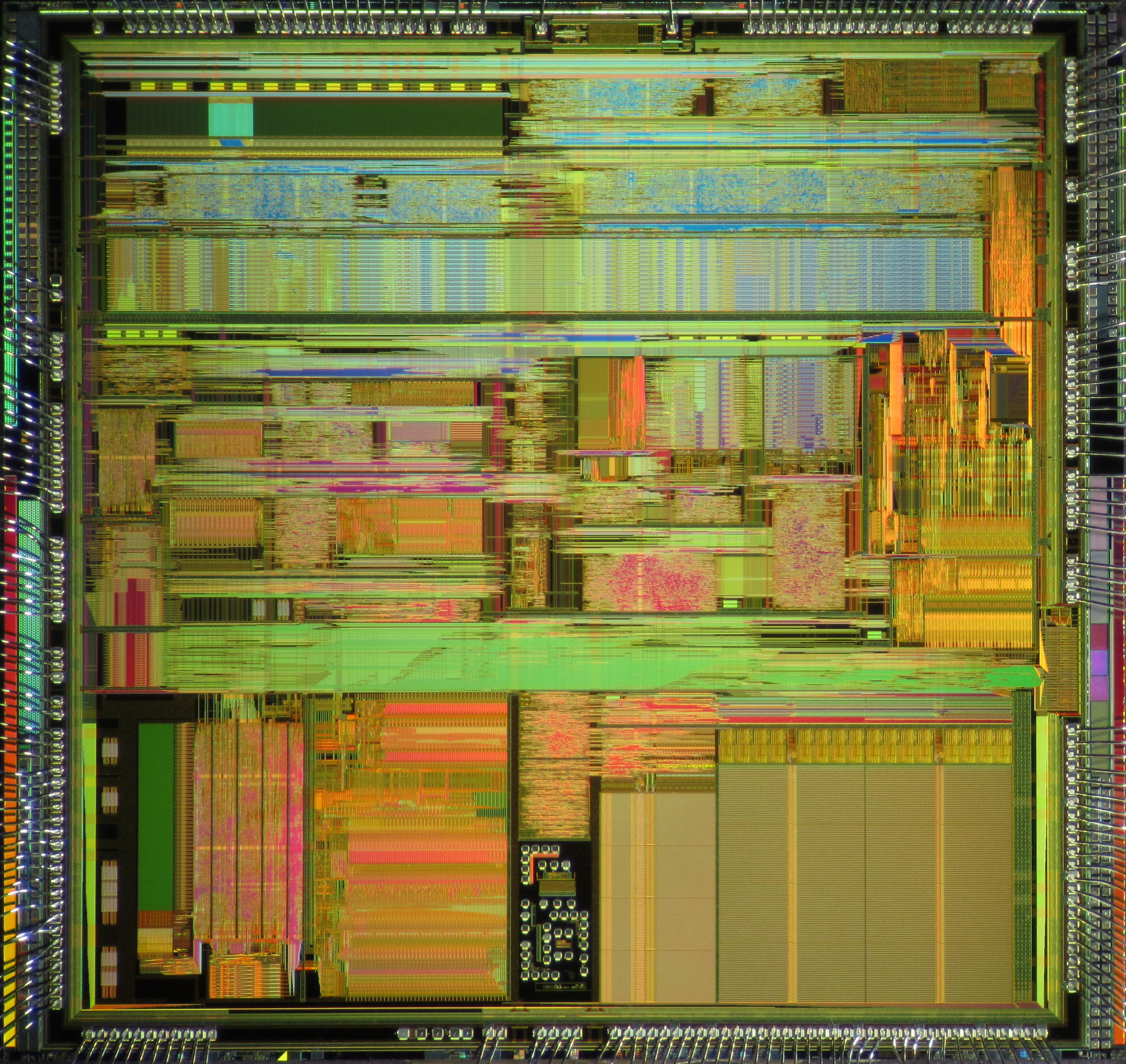
Die eines Cyrix 5x86-100GP

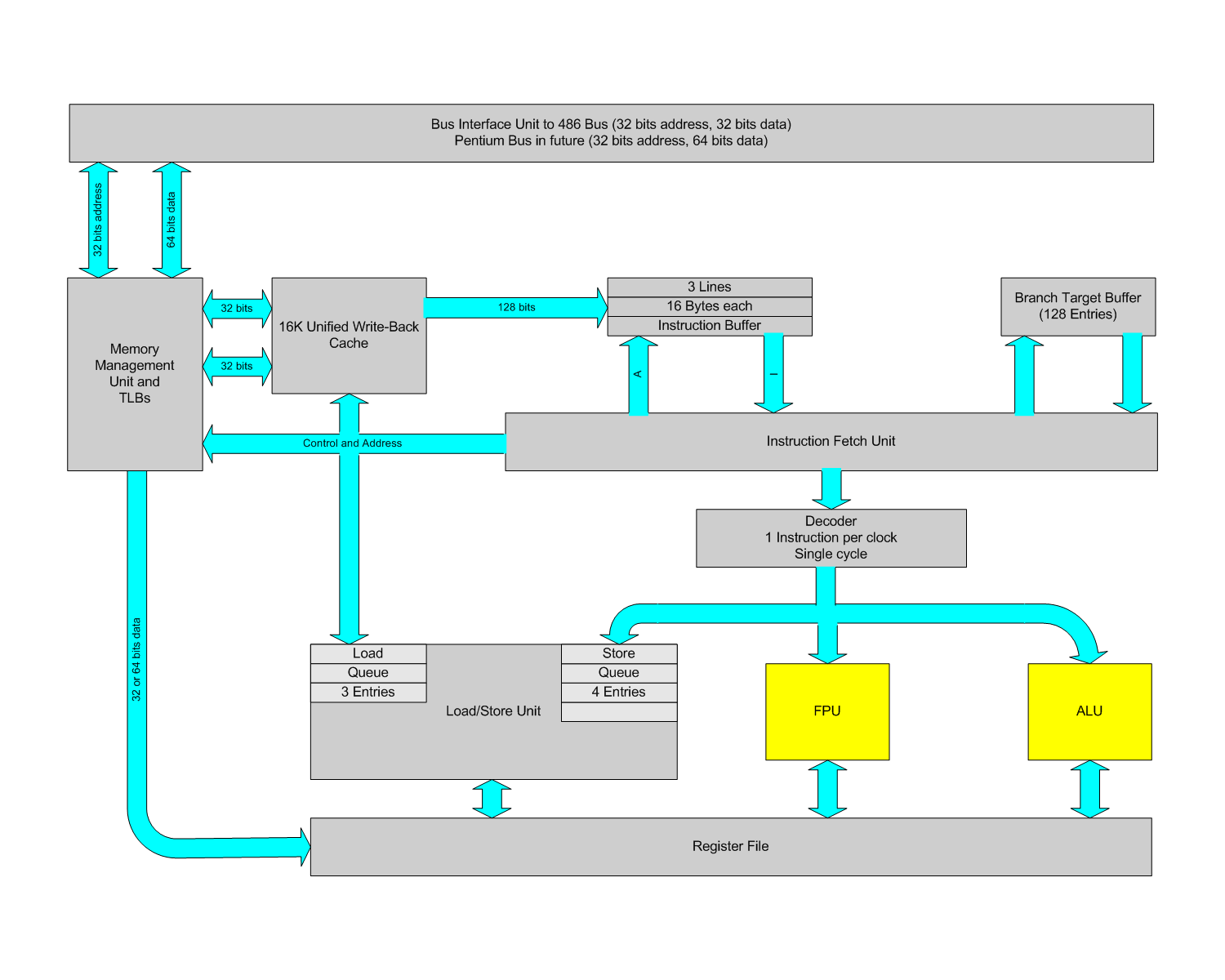
Architektur des Cyrix 5x86 (M1sc).

Im Gegensatz zum Ende 1995 vorgestellten AMD Am5x86 besitzt der Cyrix 5x86 bereits viele Merkmale der fünften Generation. Teile des Designs wurden dem später erschienenen Cyrix 6x86 entnommen. Damit ist die CPU eine echte Weiterentwicklung im Vergleich zu CPUs der vierten Generation. Dies wird auch daran deutlich, dass Cyrix die Leistung eines Intel Pentium 75 schon mit etwa 100 MHz erreicht, während der Am5x86 dafür 133 MHz benötigt. Vordergründig liegt dies an der hohen FPU-Leistung. Damit ist eine eindeutige Einordnung der CPU zur vierten oder fünften Generation nicht objektiv möglich.
Um die CPU im Pentium-Markt zu positionieren, wurden die beiden bekanntesten Modelle mit einem P-Rating genannten Modell-Rating ausgestattet: der 5x86-100 (100 MHz =3 × 33 MHz) mit P75 und der 5x86-120 (120 MHz = 3 × 40 MHz) mit P90. Es existieren weitere, aber eher seltene Varianten. Die schnellste Version mit 133 MHz (4 × 33 MHz) kam nicht in den freien Handel und wurde nur kurzzeitig Anbietern von Upgrade-Modulen verkauft. In dem Fall ergab sich nur eine Aufrüstmöglichkeit, da die erhöhte Betriebsspannung von 3,7 V lediglich mit geeigneten Zwischensockel möglich war und keine aktuellen Mainboards mit Einstellmöglichkeiten über 3,45 V mehr für den Sockel 3 erschienen.
In Deutschland fand der 5x86-100GP durch den 1995 verkauften ersten Aldi-PC eine große Verbreitung.

## Modelldaten
- Codename: M1sc

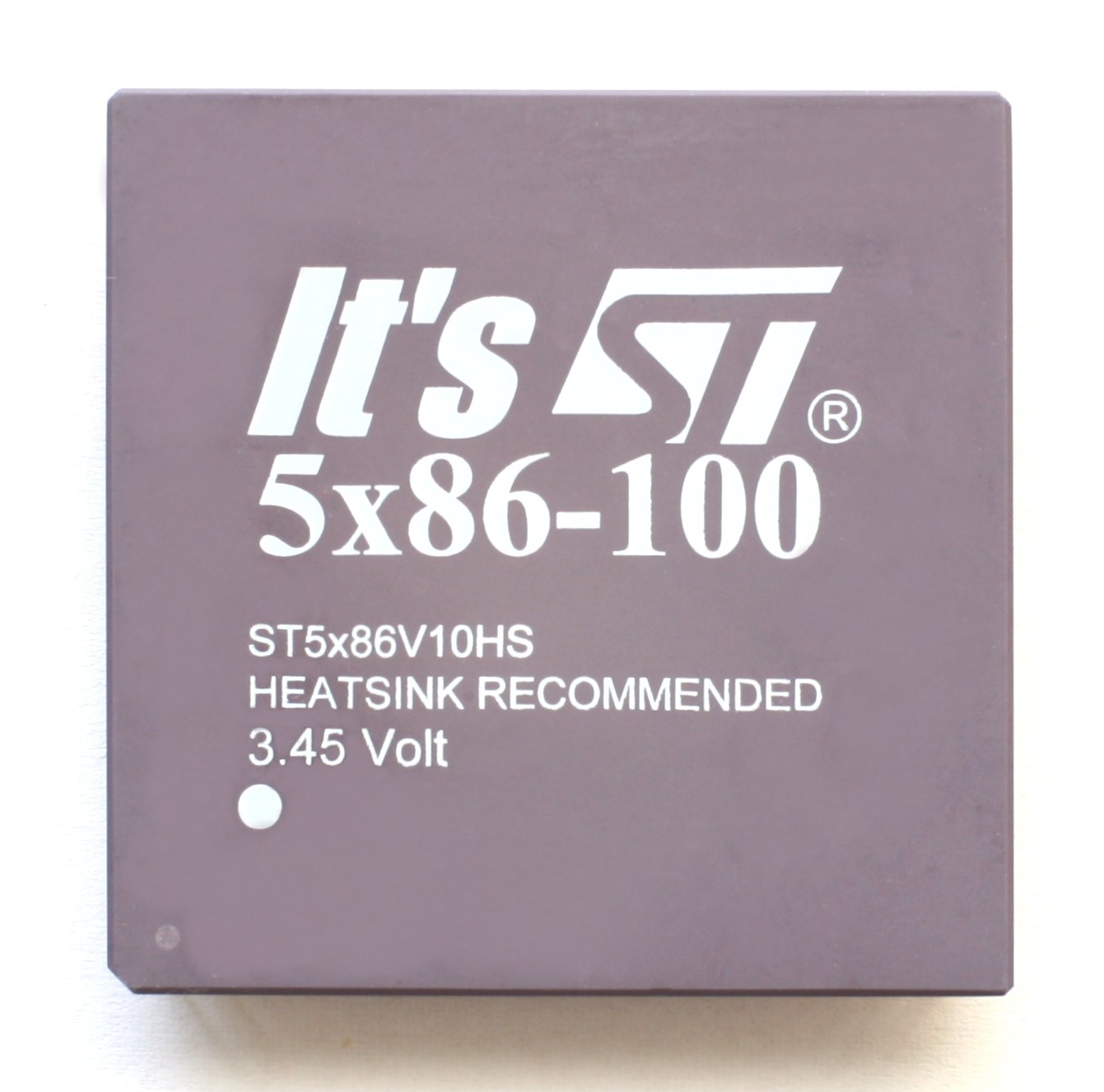
STMicroelectronics ST5x86-100.

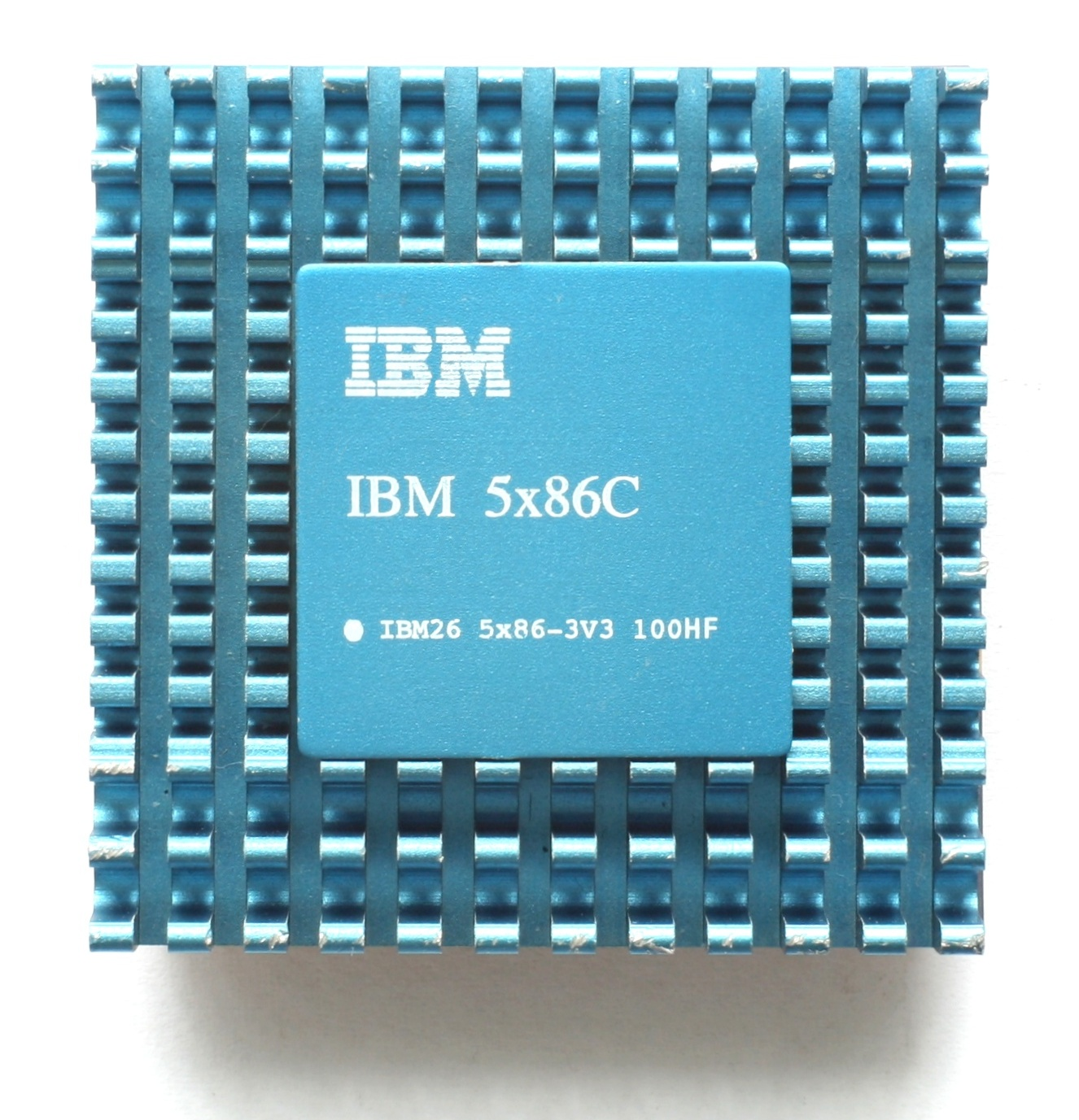
IBM-Version des 5x86 mit blauem Kühlkörper.

- Verkauft als: Cyrix 5x86, ST 5x86 und IBM 5x86
- L1-Cache: 16 KiB (unified)
- L2-Cache: abhängig von der Bestückung der verwendeten Hauptplatine
- Sockel 3 mit einem Front Side Bus von 25 bis 40 MHz
- Betriebsspannung (VCore): 3,45 V (3,6 V bei einigen 120 MHz Modellen; 3,7 V bei 133 MHz Modellen)
- Fertigungstechnik: 0,65 µm bei IBM
- Die-Größe: 144 mm² bei 2 Millionen Transistoren
- Versionen:
  - 080 MHz (2 × 40 MHz) als 5x86-80GP
  - 100 MHz (3 × 33 MHz) als 5x86-100GP (P-Rating P75)
  - 100 MHz (4 × 25 MHz) als 5x86-100GP/4x
  - 120 MHz (3 × 40 MHz) als 5x86-120GP (P-Rating P90)
  - 120 MHz (4 × 30 MHz) als 5x86-120GP/4x
  - 133 MHz (4 × 33 MHz) als 5x86-133GP/4x